# Lainya (condado)
Lainya é um condado na estrada entre Juba e Yei no estado de Equatória Central, Sudão do Sul. O condado foi afetado por uma guerra civil durante o governo sudanês. Lainya foi bombardeada por aviões e diversas minas foram plantadas durante a guerra, sendo desativadas apenas em 2011. O condado de Lainya está localizado na região central medindo 63 milhas (101 quilômetros) de Juba e 37 milhas (60 quilômetros) do Condado de Yei. 